# Mighty Wanderers
Mighty Wanders FC is een voetbalclub uit Blantyre (Malawi).

## Geschiedenis
Mighty Wanderers is een van de meest succesvolle clubs van Malawi. Het won vijf keer de nationale competitie, de laatste keer in 2006.
Sinds de oprichting van de Big Bullets FC in 1986, zijn de twee clubs rivalen. Beide komen ze uit Blantyre.